# ハンテッド (1995年の映画)
『ハンテッド』（原題: The Hunted）は、J・F・ロートン監督によって1995年に制作された、名古屋市を主な舞台とするアメリカ合衆国のアクション映画。配給会社はUIP。

## あらすじ
ポール・ラシーンは、日本でのビジネスで名古屋に来ていた。仕事が終わったのちに市内の飲食店でキリナという女性に出会い、2人で市内のビジネスホテルに泊まることに。その後すぐポールはホテルを出るが、ポールがエレベーターに乗った直後、間違えてキリナの部屋の鍵を持ってきてしまったことに気づく。
そこでキリナの部屋に戻り、こっそり鍵を返そうとドアを開けると、なんと部屋の中には忍者が数人居て、刀をキリナに向けているのだ。ポールはすぐにフロントへ電話をかけ、キリナを助けようとするが、刀を持っていた忍者に妨害を食らい、ポールは病院送りとなってしまう。
その後ポールは、度々忍者達に命を狙われることに。

## キャスト
※括弧内は日本語吹替
- ポール・ラシーン - クリストファー・ランバート（山路和弘）
- キンジョー - ジョン・ローン（牛山茂）
- キリナ - ジョアン・チェン（深水由美）
- タケダ - 原田芳雄（銀河万丈）
- ミエコ - 島田陽子（相沢恵子）
- ジュンコ - 夏木マリ（高乃麗）
- リュウマ - 小幡利城
- 警部 - 岡田眞澄

## 劇中の実在するもの
- 名古屋市 - ポール・ラシーンが出張で来た場所。
- 東海道新幹線 - ラシーンが名古屋で知り合った日本人と伊豆のある島へ逃げるのに利用した。

## 日本側スタッフ
- ロケ協力 - 名古屋観光コンベンションビューロー、彦根市、彦根城 ほか
- 日本側プロダクション - 大映
- 総指揮 - 池田哲也（大映）
- プロデュース - 小野克己（大映）
- アソシエイトプロデューサー - 松原由利子
- production superviser - 和田倉和利、南里幸(甘木モリオ)
- 撮影 - 石渡均
- 美術 - 石川正平
- 照明 - 田村文彦
- 監督補 - 岡村政治
- 助監督 - 船橋哲男、満留浩昌、菊地雄一
- ガンエフェクト - 唐沢裕一（BIGSHOT）
- 殺陣・武術指導 - 東郷秀信
- 機材 - 三和映材社
- 装飾 - ポパイアート
- 衣装 - 第一衣裳
- 美粧 - アート芸能
- 協力 - JR、江崎グリコ、モスフードサービス、ソニー・ミュージックエンタテインメント (日本)、UCC上島珈琲
- 制作協力 - シネバザール、黒澤フィルムスタジオ

## その他
忍者達がラシーンの乗った新幹線を自動運転にするような描写があったが、実際は新幹線に自動運転はついておらず、自動的に速度を調節する機能のみが付いている。